# Valley Center (Kansas)
Valley Center é uma cidade localizada no estado americano de Kansas, no Condado de Sedgwick.

## Demografia
Segundo o censo americano de 2000, a sua população era de 4883 habitantes.
Em 2006, foi estimada uma população de 5958, um aumento de 1075 (22.0%).

## Geografia
De acordo com o United States Census Bureau tem uma área de
8,6 km², dos quais 8,6 km² cobertos por terra e 0,0 km² cobertos por água. Valley Center localiza-se a aproximadamente 410 m acima do nível do mar.

## Localidades na vizinhança
O diagrama seguinte representa as localidades num raio de 12 km ao redor de Valley Center.